# Desafio de Clubes da UEFA–CONMEBOL de 2023
O Desafio de Clubes da UEFA–CONMEBOL de 2023 foi a única edição do Desafio de Clubes da UEFA–CONMEBOL, um torneio oficial de futebol organizada pela UEFA e pela CONMEBOL entre os vencedores das competições de segundo escalão Liga Europa da UEFA e Copa Sul-Americana. 
O Desafio de Clubes da UEFA–CONMEBOL foi lançado oficialmente em 7 de julho de 2023, como parte do memorando de entendimento entre UEFA–CONMEBOL.
A partida única foi disputada em 19 de julho de 2023 no Estadio Ramón Sánchez Pizjuán em Sevilha, Espanha, entre o time espanhol Sevilla, campeão da Liga Europa da UEFA de 2022–23 e o time equatoriano Independiente del Valle, campeão da Copa Sul-Americana de 2022. Teve o nome de “Antonio Puerta XII” em homenagem ao ex-jogador do Sevilla, que morreu em 2007 aos 22 anos após uma parada cardíaca.

## Times
| Time                    | Qualificação                              |
| ----------------------- | ----------------------------------------- |
| Sevilla                 | Campeão da Liga Europa da UEFA de 2022–23 |
| Independiente del Valle | Campeão da Copa Sul-Americana de 2022     |

## Sede
O Estádio Ramón Sánchez Pizjuán, é um estádio de futebol, localizado no bairro de Nervión na cidade de Sevilha, tendo capacidade para 43.883 espectadores. na Espanha. Pertence ao Sevilla Fútbol Club.

## Partida

### Detalhes
| 19 de julho de 2023 | Sevilla     | 1 – 1 | Independiente del Valle | Estádio Ramón Sánchez Pizjuán, Sevilha      |
| 22:00 (UTC+3)       | Ortiz 90+1' |       | Díaz 9'                 | Público: 19 407 Árbitro: SLO Rade Obrenović |

|                             |       | Penalidades            |  |
| Jordán Romero Idrissi Gómez | 4 – 1 | Faravelli Hoyos Moreno |  |